# Hypocrita hystaspes
Hypocrita hystaspes là một loài bướm đêm thuộc phân họ Arctiinae, họ Erebidae.